# Дони Парк (Аризона)
Дони Парк (енгл. Doney Park) насељено је место без административног статуса у америчкој савезној држави Аризона.

## Демографија
По попису из 2010. године број становника је 5.395.
| Група             | 2000.    | 2010.         |
| Белци             | 0 (0,0%) | 3.798 (70,4%) |
| Афроамериканци    | 0 (0,0%) | 32 (0,6%)     |
| Азијати           | 0 (0,0%) | 23 (0,4%)     |
| Хиспаноамериканци | 0 (0,0%) | 668 (12,4%)   |
| Укупно            | 0        | 5.395         |